# Sophie Calle
Sophie Calle (Paris, 9 de outubro de 1953)  é uma escritora, fotógrafa, artista de instalação e artista conceitual francesa. A obra de Calle se distingue pelo uso de conjuntos arbitrários de restrições e evoca o movimento literário francês da década de 1960 conhecido como Oulipo. Seu trabalho frequentemente retrata a vulnerabilidade humana e examina identidade e intimidade. Ela é reconhecida por sua habilidade de detetive de seguir estranhos e investigar suas vidas privadas. Seu trabalho fotográfico geralmente inclui painéis de texto de sua própria escrita.

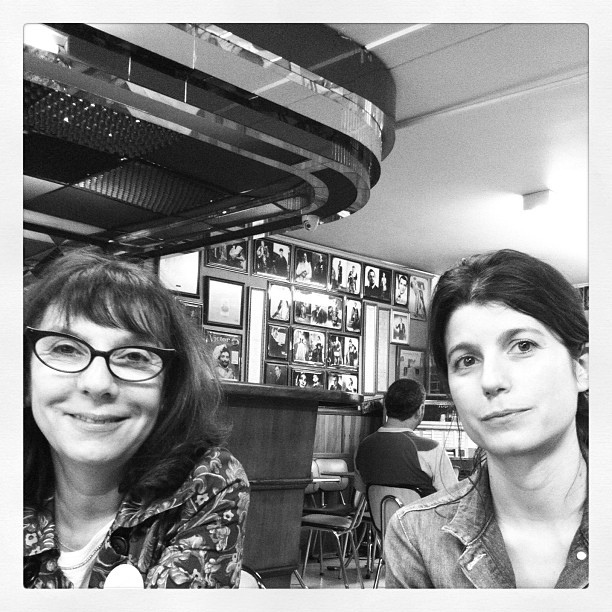
Sophie Calle (esquerda) e Alexandra Cohen

Desde 2005, Calle leciona como professora de cinema e fotografia na European Graduate School em Saas-Fee, Suíça. Ela lecionou na Universidade da Califórnia, San Diego, no Departamento de Artes Visuais. Ela também ensinou no Mills College em Oakland, Califórnia.
Calle teve seu trabalho exposto no Centre Georges Pompidou, Paris; Museu Hermitage, São Petersburgo, Rússia; Musée d'Art et d'Histoire du Judaïsme, Paris; Galeria Paula Cooper, Nova York; Palais des Beaux-Arts, Bruxelas, Bélgica; Videobrasil, SESC Pompeia, São Paulo, Brasil; Museu de Arte Moderna da Bahia, Salvador, Brasil; Galeria Whitechapel, Londres; e o De Pont Museum of Contemporary Art, Tilburg, Holanda. Ela representou a França na Bienal de Veneza em 2007.
Em 2017, foi selecionada para o Deutsche Börse Photography Prize por sua publicação My All (Actes Sud, 2016). Em 2019, ela recebeu a medalha do centenário da Royal Photographic Society e a bolsa honorária.

## Obras

### 1979–1981
Em Suite Venitienne (1979), Calle seguiu um homem que conheceu em uma festa em Paris para Veneza, onde se disfarçou e o seguiu pela cidade, fotografando-o. A vigilância de Calle sobre o homem, que ela identifica apenas como Henri B., inclui fotografias em preto e branco acompanhadas de texto.
O primeiro trabalho artístico de Calle foi The Sleepers (Les Dormeurs), um projeto no qual ela convidava transeuntes a ocupar sua cama. Alguns eram amigos, ou amigos de amigos, e alguns eram estranhos para ela. Ela lhes servia comida e os fotografava a cada hora.
Para executar seu projeto The Hotel (1981), ela foi contratada como camareira em um hotel em Veneza, onde pôde explorar os escritos e objetos dos hóspedes do hotel. A compreensão de seu processo e sua estética resultante pode ser obtida através de seu relato sobre este projeto: "Passei um ano até encontrar o hotel, passei três meses analisando o texto e escrevendo, passei três meses analisando as fotografias e passei um dia decidindo que seria desse tamanho e dessa moldura... é o último pensamento no processo."

### Meados e final da década de 1980
Um dos primeiros projetos de Calle a gerar polêmica pública foi Address Book (1983). O jornal francês Libération convidou-a a publicar uma série de 28 artigos. Tendo encontrado recentemente uma agenda de endereços na rua (que ela fotocopiou e devolveu ao dono), ela decidiu ligar para alguns dos números de telefone do livro e falar com as pessoas sobre seu dono. Às transcrições dessas conversas, Calle acrescentou fotografias das atividades favoritas do homem, criando um retrato de um homem que ela nunca conheceu, por meio de seus conhecidos. Os artigos foram publicados, mas ao descobri-los, o dono da agenda, um documentarista chamado Pierre Baudry, ameaçou processar a artista por invasão de privacidade. Como Calle relata, o proprietário descobriu uma fotografia dela nua e exigiu que o jornal a publicasse, em retaliação pelo que ele percebeu ser uma intrusão indesejada em sua vida privada.
Outro dos projetos notáveis de Calle é intitulado The Blind (1986), para o qual ela entrevistou pessoas cegas e pediu a elas que definissem a beleza. Suas respostas foram acompanhadas por sua interpretação fotográfica de suas ideias de beleza e retratos dos entrevistados.
Calle criou vitrines elaboradas de presentes de aniversário dados a ela ao longo de sua vida; este processo foi detalhado por Grégoire Bouillier em seu livro de memórias The Mystery Guest: An Account (2006). De acordo com Bouillier, a premissa de sua história era que "uma mulher que deixou um homem sem dizer por que liga para ele anos depois e pede que ele seja o 'convidado misterioso' em uma festa de aniversário da artista Sophie Calle. E no final desta festa elegante - e totalmente humilhante -, o narrador descobre o segredo de sua separação."

### 1990
Em 1996, Calle pediu a israelenses e palestinos de Jerusalém que a levassem a lugares públicos que se tornaram parte de sua esfera privada, explorando como a história pessoal de alguém pode criar uma intimidade com um lugar. Inspirado no eruv, a lei judaica que permite transformar um espaço público em área privada cercando-o com fios, possibilitando o transporte de objetos durante o sábado, o Erouv de Jérusalem está exposto no Musée d'Art et d'Histoire du Judaïsme de Paris .
No mesmo ano, Calle lançou um filme intitulado No Sex Last Night que ela criou em colaboração com o fotógrafo americano Gregory Shephard. O filme documenta sua viagem pela América, que termina em uma capela de casamento em Las Vegas. Em vez de seguir as convenções de gênero de uma viagem de carro ou um romance, o filme é projetado para documentar o resultado de um homem e uma mulher que mal se conheciam, embarcando em uma jornada íntima juntos.
Calle pediu ao escritor e cineasta Paul Auster para "inventar um personagem fictício com o qual eu tentaria me parecer" e serviu de modelo para a personagem Maria no romance de 1992 de Auster, Leviathan . Essa mistura de fato e ficção intrigou tanto Calle que ela criou as obras de arte criadas pelo personagem fictício, que incluíam uma série de refeições coordenadas por cores. Esses trabalhos estão documentados em sua publicação Double Game (1999).
Auster mais tarde desafiou Calle a criar e manter uma instalação pública na cidade de Nova York . A resposta do artista foi suprir uma cabine telefônica na esquina das ruas Greenwich e Harrison em Manhattan com um bloco de notas, uma garrafa de água, um maço de cigarros, flores, dinheiro e diversos outros itens. Todos os dias, Calle limpava o estande e reabastecia os itens, até que a companhia telefônica os removesse e os descartasse. Este projeto está documentado no The Gotham Handbook (1998).
Em 1999 Calle expôs a instalação "Appointment" especialmente concebida para o Freud Museum em Londres, trabalhando com as ideias de seus desejos particulares. Em Room with a View (2002), Calle passou a noite em uma cama instalada no topo da Torre Eiffel. Ela convidava as pessoas a irem até ela e lerem suas histórias de ninar para mantê-la acordada durante a noite. No mesmo ano, Calle teve sua primeira exposição individual, uma retrospectiva, no Musée National d'Art Moderne no Centre Georges Pompidou em Paris.

### Anos 2000
"Douleur Exquise" (dor requintada) foi encomendado em 2003. Ela relutantemente escolheu passar três meses no Japão, decidindo fazer a viagem demorar um mês, pegando o trem por Moscou e pela Sibéria, depois por Pequim, depois para Hong Kong. Ela deveria encontrar seu amante em Nova Delhi, mas ele não apareceu, em vez disso, enviou-lhe um telegrama dizendo que ele havia sofrido um acidente e não poderia vir. Ela descobriu que ele só tinha um dedo infectado, um criminoso, e que na verdade havia encontrado outra mulher. Ela tirou uma foto todos os dias até o dia em que deveriam se encontrar em Nova Délhi e escreveu sobre o quanto estava ansiosa para conhecê-lo. A segunda metade do livro foi toda sobre a dor do desgosto. Ela escrevia sobre a horrível lembrança da conversa em que percebeu que ele estava terminando com ela em uma página e pedia às pessoas que lhe contassem sua pior lembrança, que foi colocada à direita. Ao longo dos dias, sua história tornou-se cada vez mais curta à medida que sua dor se dissipava ao longo do tempo. A justaposição das memórias terríveis de todos também minimizou a dor de um simples rompimento.
O texto de Calle Exquisite Pain foi adaptado para uma performance em 2004 pela Forced Entertainment, uma companhia teatral com sede em Sheffield, Inglaterra.
Na Bienal de Veneza de 2007, Calle mostrou sua peça Take Care of Yourself (Cuide de você), batizada com o nome da última frase do e-mail que seu ex lhe enviou. Calle pediu a amigos, conhecidos e mulheres recomendadas de todas as idades - incluindo um papagaio e um fantoche - para interpretar o e-mail de separação e apresentou os resultados no pavilhão francês. Calle explica a peça da seguinte forma: "Recebi um e-mail me dizendo que acabou. Eu não sabia como responder. Era quase como se não tivesse sido feito para mim. Terminava com as palavras: 'cuide de você'. E assim eu fiz. Pedi a 107 mulheres, escolhidas por sua profissão ou habilidades, que interpretassem esta carta. Que a analisassem,  a comentassem, a dançassem,  a cantassem. Que a esgotassem. Entendessem para mim. Respondessem por mim. Foi uma maneira de aproveitar o tempo para se separar. Uma forma de cuidar de mim." Jessica Lott, vencedora do Frieze Writer's Prize por sua resenha da peça, descreveu-a assim: "Take Care of Yourself é uma carta de separação (de Calle) que o então namorado (Grégoire Bouillier, apelidado de 'X') enviou a ela via e-mail. Calle pegou o e-mail e a confusão paralisante que acompanha o fracasso da mente em compreender o desgosto e o distribuiu para 107 mulheres de várias profissões, habilidades e talentos para ajudá-la a entendê-lo – interpretar, analisar, examinar e executá-lo para ganhar perspectiva sobre sua situação desconcertante. Calle insiste que não precisava dos sentimentos das outras mulheres para si mesma, mas para garantir que a peça fosse completa. O resultado desse exercício aparentemente obsessivo no pátio da escola é paradoxalmente uma das obras de arte mais expansivas e reveladoras sobre as mulheres e o feminismo contemporâneo a passar (pelos principais centros de arte) nos últimos anos". Em suas exposições na galeria, Calle frequentemente fornece formulários de sugestões nos quais os visitantes são incentivados a fornecer ideias para sua arte, enquanto ela se senta ao lado deles com uma expressão desinteressada.
Em 2009/2010, uma grande exposição retrospectiva de seu trabalho, incluindo Take Care of Yourself, The Sleepers, Address Book e outras, foi inaugurada na Whitechapel Gallery em Londres. Em 2010, outra grande exposição abriu na Dinamarca no Museu de Arte Moderna da Louisiana .

### anos 2010
Em 2011, sua obra True Stories foi instalado na histórica 1850 House, no Pontalba Building, na Jackson Square, no French Quarter de Nova Orleans, Louisiana, como parte do Prospect 2 Contemporary Art Festival . A casa, um museu histórico administrado como parte do Museu do Estado da Louisiana, é mobiliada com móveis históricos como era em meados do século XIX. A artista inseriu nas cenas seus próprios objetos históricos pessoais e efêmeros, com um texto explicativo curto e narrativo, afetando a noção de que ela havia ocupado a casa pouco antes da chegada dos espectadores.
Em 2012, The Address Book de Calle foi publicado pela primeira vez na íntegra. Em 2015, Suite Vénitienne foi redesenhada e republicada.

## Análise crítica
Christine Macel descreveu o trabalho de Calle como uma rejeição da noção pós-estruturalista da “morte do autor” ao trabalhar como uma “artista em primeira pessoa” que incorpora sua vida em suas obras e, de certa forma, redefine a ideia do autor.
Angelique Chrisafis, escrevendo no The Guardian, a chamou de "o Marcel Duchamp da roupa suja emocional". Ela estava entre os nomes na lista de 2011 de Blake Gopnik "Os 10 Artistas Mais Importantes de Hoje", com Gopnik argumentando: "É a falta de arte do trabalho de Calle - sua recusa em caber em qualquer um dos escaninhos padrão, ou sobre o sofá de qualquer pessoa - que a faz merecer espaço nos museus."

## Publicações

### Livros
Contribuições significativas de outros autores são anotadas.
- Suite Vénitienne. Paris: Editions de l'Etoile, 1983. ISBN 9782866420055.
  - Suite Vénitienne [English translation]. Seattle: Bay Press, 1988. ISBN 9780941920094.
  - Suite Vénitienne [English translation]. Los Angeles: Siglio, 2015 ISBN 9781938221095.
- L'Hôtel. Paris: Editions de l'Etoile, 1984. ISBN 9782866420154.
- La Fille du Docteur. New York: Thea Westreich, 1991. OCLC 24809451.
- Des Histoires Vraies. Arles, France: Actes Sud, 1994. ISBN 9782742703425.
  - True Stories [English translation and revision, 1st edition]. Arles, France: Actes Sud, 2013. ISBN 9782330023416.
- Die Entfernung. Dresden: Verl. der Kunst, 1996. OCLC 248791020.
  - The Detachment [English translation]. G+B Arts International and Arndt & Partner Gallery, 1996. OCLC 38067246.
- L'Erouv de Jérusalem. Arles, France: Actes Sud, 1996. ISBN 9782742709649.
- Doubles-Jeux. Arles, France: Actes Sud, 1998. Seven volumes:
  - I. De l'Obéissance. ISBN 9782742718641.
  - II. Le Rituel d'Anniversaire. ISBN 9782742718658.
  - III. Les Panoplies: La Garde-Robe; Le Strip-Tease. ISBN 9782742718634.
  - IV. À Suivre: Préambule; Suite Vénitienne; La Filature. ISBN 9782742718672.
  - V. L'Hôtel. ISBN 9782742718689.
  - VI. Le Carnet d'Adresses. ISBN 9782742718696.
  - VII. Gotham Handbook: New York Mode d'Emploi (with Paul Auster). ISBN 9782742718702.
- Double Game [English translation and revision of Doubles-Jeux]. With Paul Auster. London: Violette, 1999. ISBN 9781900828062.
  - Double Game, second edition. London: Violette, 2007. ISBN 9781900828284.
- Souvenirs de Berlin-Est. Arles, France: Actes Sud, 1999. ISBN 9782742726028.
- Disparitions. Arles, France: Actes Sud, 2000. ISBN 9782742728039.
  - Detachment [English translation]. Arles, France: Actes Sud, 2013. ISBN 9782330019808.
- Les Dormeurs. Arles, France: Actes Sud, 2000. ISBN 9782742730384.
- Fantômes. Arles, France: Actes Sud, 2000. ISBN 9782742728022.
  - Ghosts [English translation]. Arles, France: Actes Sud, 2013. ISBN 9782330020149.
- L'Absence [set with Souvenirs de Berlin-Est, Disparitions, and Fantômes]. Arles, France: Actes Sud, 2000. ISBN 9782742728015.
- M'as-Tu Vue. Paris: Centre Georges Pompidou and Xavier Barral, 2003. ISBN 9782844262202.
  - Did You See Me? [English translation]. Munich and London: Prestel, 2004. ISBN 9783791330358.
- Douleur Exquise. Arles, France: Actes Sud, 2003. ISBN 9782742745135.
  - Exquisite Pain [English translation]. London: Thames & Hudson, 2004. ISBN 9780500511985.
- Appointment with Sigmund Freud. London: Thames & Hudson; London: Violette, 2005. ISBN 9780500511992.
- En Finir. Arles, France: Actes Sud, 2005. With Fabio Balducci. ISBN 9782742751778.
- Take Care of Yourself = Prenez Soin de Vous. Arles, France: Actes Sud, 2007. ISBN 9782742768356.
- True Stories: Hasselblad Award 2010. Göttingen, Germany: Steidl, 2010. ISBN 9783869301563.
- Blind. Arles, France: Actes Sud, 2011. ISBN 9782330000585.
- The Address Book. Los Angeles: Siglio, 2012. ISBN 9780979956294.
- Rachel, Monique... Paris: Xavier Barral, 2012. ISBN 9782915173789.
- Voir la Mer. Arles, France: Actes Sud, 2013. ISBN 9782330016166.
- My All. Arles, France: Actes Sud, 2016. ISBN 9782330053697.
- Ainsi de Suite.  Paris: Xavier Barral, 2016. ISBN 9782365110464.
  - And So Forth [English translation]. Munich: Prestel, 2016. ISBN 9783791382043.
- Parce Que. Paris: Xavier Barral, 2018. ISBN 9782365112079.
- Que Faites-Vous de Vos Morts? Arles, France: Actes Sud, 2019. ISBN 9782330113643.
- The Hotel Catskill, NY: Siglio, 2021. ISBN 9781938221293.

## Prêmios
- 2010: Prêmio Hasselblad[26]
- 2017: Finalista do Deutsche Börse Photography Prize for My All (Actes Sud, 2016).[8][9]
- 2019: Medalha do Centenário, Royal Photographic Society[27][28]

## Galeria

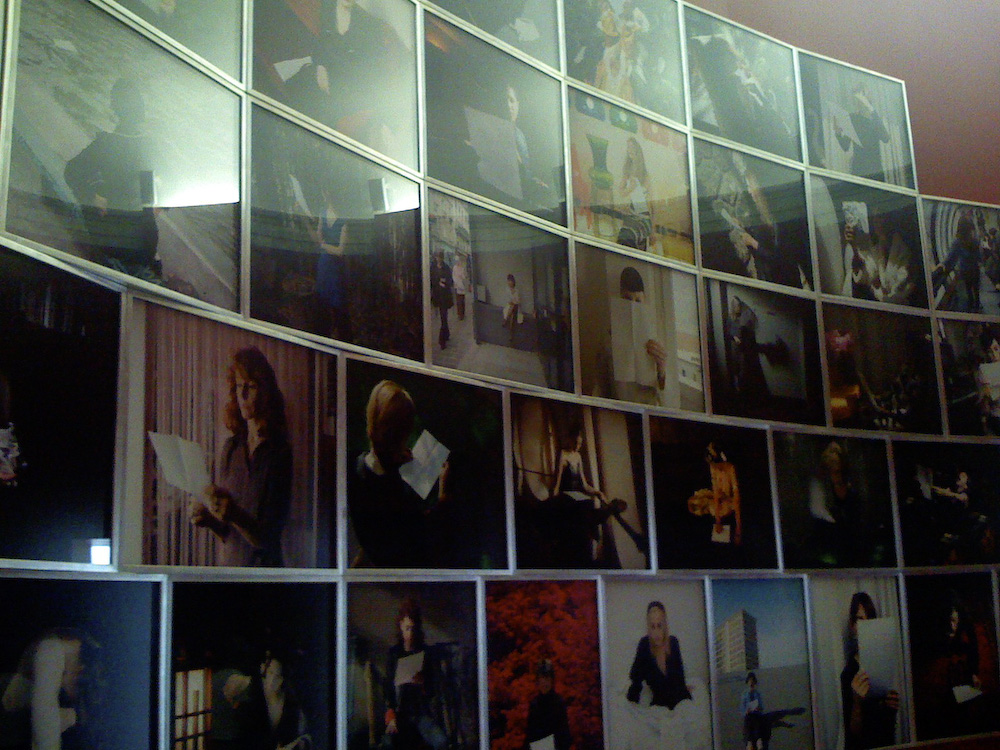
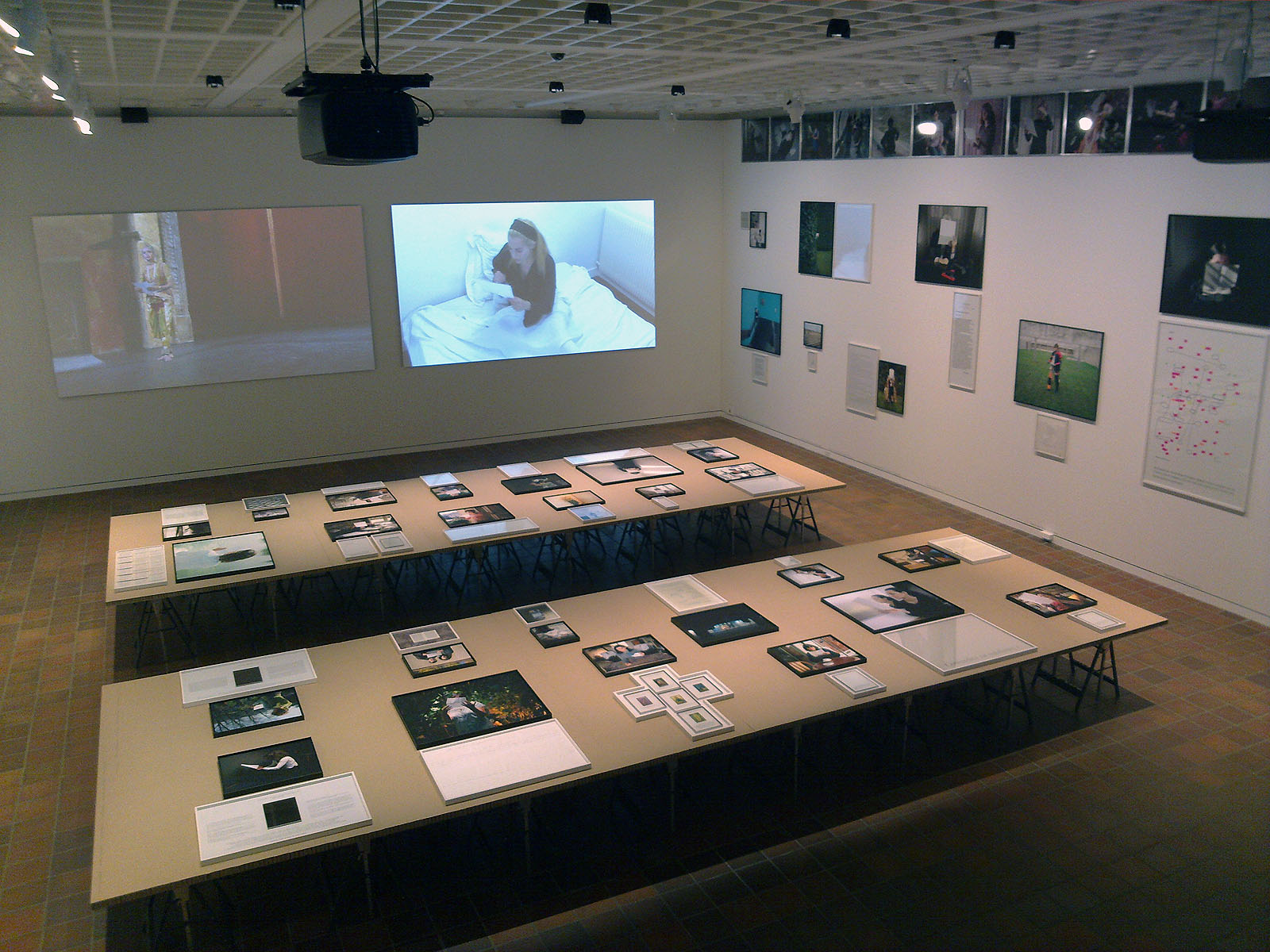
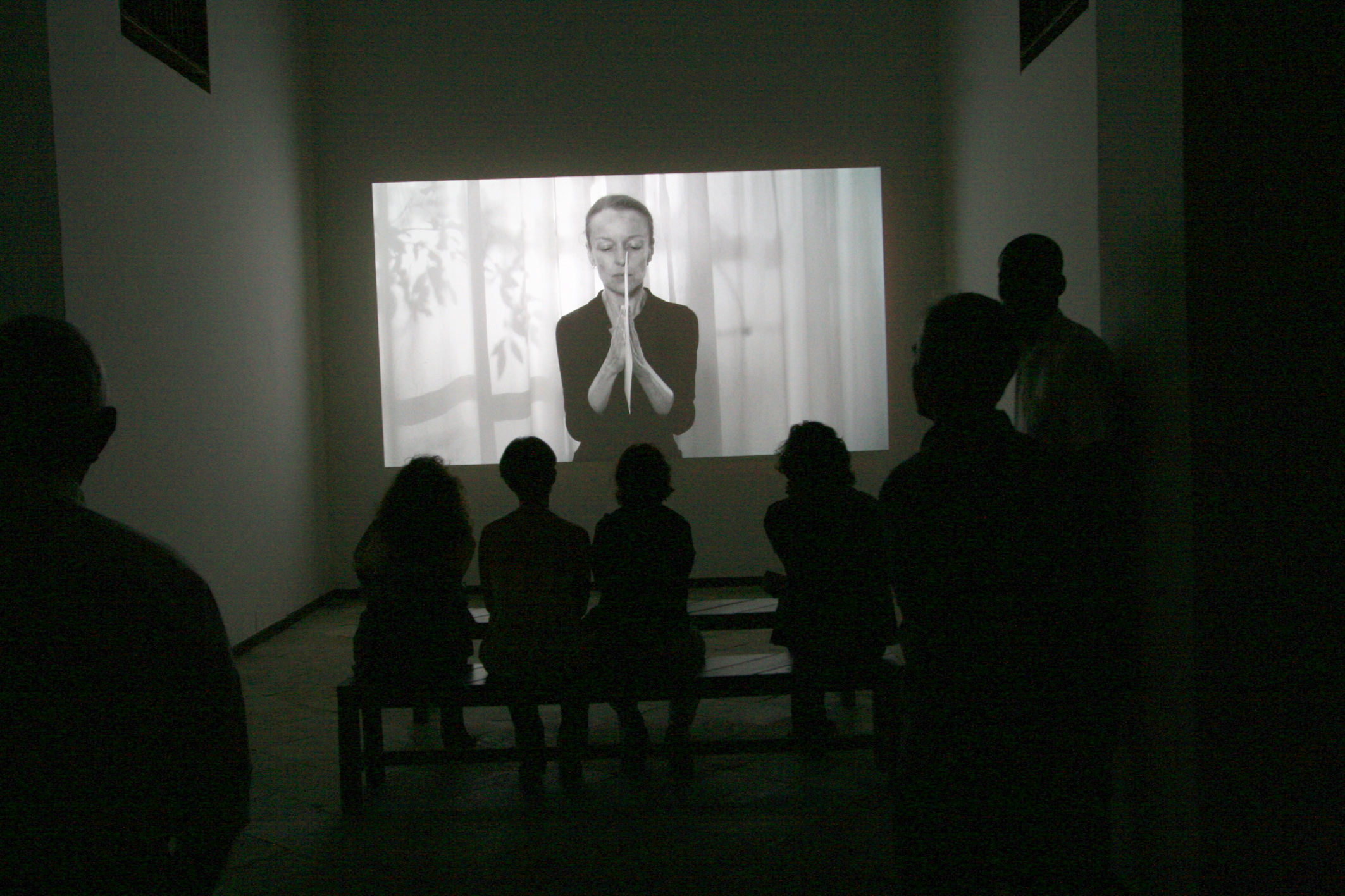